# 纳塔利娅·茹科娃
纳塔利娅·亞歷山德里芙娜·茹科娃（烏克蘭語：Наталія Олександрівна Жукова，羅馬化：Nataliia Oleksandrivna Zhukova，1979年6月5日—），乌克兰女子国际象棋棋手、特级大师。
茹科娃曾获得欧洲国际象棋女子14岁组冠军（1993年）、女子16岁组冠军（1994年），世界国际象棋女子16岁组冠军（1994年）、女子20岁组亚军（1995年）。1996年，她首次参加乌克兰女子国际象棋锦标赛便获得了冠军。此后，她代表乌克兰多次参加了国际象棋奥林匹克，帮助乌克兰队获得了2006年女子团体金牌。2010年，她获得特级大师称号。
茹科娃的前夫是俄罗斯国际象棋特级大师亚历山大·格里修克。